# Đinh ba bất khả thi
Một đinh ba bất khả thi (cũng gọi là Đinh ba không thể hoặc Ngã 3 không thể, tiếng Anh là Impossible Trident, Impossible fork, Devil's tuning fork, bilvet,...)  là một bản vẽ của một vật thể không thể và là một loại ảo ảnh quang học, ở mối nối giữa thanh ngang với các ống vuông góc có 2 ống nhưng lại có 3 ống ở đầu kia.  

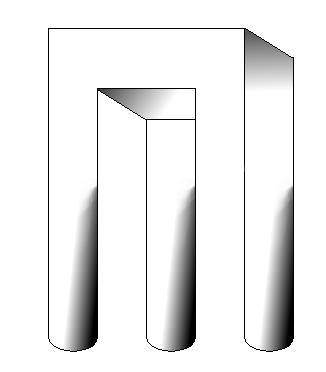

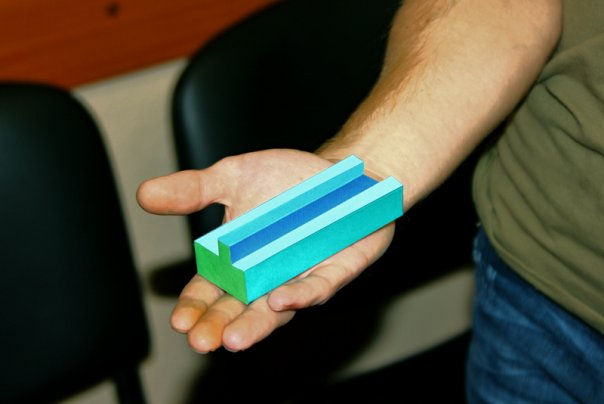

Nghệ sĩ đồ hoạ MC Escher đã sử dụng những loại hình này làm cơ sở cho các sáng tác ba chiều không thể trong nhiều bản khắc gỗ của ông.

## Lịch sử
Năm 1964, DH Schuster báo cáo rằng ông nhận thấy một hình ảnh không rõ ràng của một loại mới trong phần quảng cáo của một tạp chí hàng không. Ông gọi đó là một "ba dính clevis ". Ông mô tả tính mới như sau: "Không giống như các bản vẽ mơ hồ khác, một sự thay đổi thực sự trong việc định hình thị giác có liên quan đến nhận thức và độ phân giải của nó."  Từ "poiuyt" xuất hiện trên trang bìa tháng 3 năm 1965  của Mad mang bốn mắt tạp chí Alfred E. Neuman cân bằng ngã ba bất khả thi trên ngón tay của mình với chú thích "Giới thiệu 'The Mad Poiuyt'" (người cuối cùng Sáu Chữ trên hàng đầu của nhiều bàn phím máy tính chữ Latinh, từ phải sang trái).
Thuật ngữ "blivet" cho cái nĩa không thể được phổ biến rộng rãi bởi tạp chí Worm Runner's Digest . Năm 1967 Harold Baldwin xuất bản một bài báo, "Building blavets tốt hơn", trong đó ông mô tả các quy tắc để xây dựng các bản vẽ dựa trên các ngã ba không thể.  Tháng 12 năm 1968, nhà thiết kế và nghệ sĩ quang học người Mỹ Roger Hayward đã viết một bài viết hài hước "Blivets: Nghiên cứu và Phát triển" cho cuốn tiểu thuyết The Worm Runner's Digest, trong đó ông trình bày các bản vẽ khác nhau dựa trên blivet.  Ông giải thích thuật ngữ như sau: "Phấn hoa được phát hiện lần đầu tiên vào năm 1892 tại Pfulingen, Đức bởi một người lùn mắt tên là Erasmus Wolfgang Blivet."